# Premi Ariel a la millor pel·lícula
El Premi Ariel a Millor Pel·lícula és un premi atorgat anualment per la Acadèmia Mexicana d'Arts i Ciències Cinematogràfiques (AMACC). S'atorga en honor de la pel·lícula mexicana més destacada de l'any.
També anomenat Ariel d'Or a la Millor Pel·lícula és el premi més important, perquè premia en conjunt (directors, actors, guionistes, etc.) les diferents ciències d'una producció cinematogràfica.
És lliurat als directors de les pel·lícules. La barraca de Roberto Gavaldón va ser la primera guardonada. L'actual guanyadora és Ya no estoy aquí de Fernando Frías de la Parra.

## Guardonats per any

### Època d'or del cinema mexicà
| Any                         | Pel·lícula                                                            | Productora                | Director |
| --------------------------- | --------------------------------------------------------------------- | ------------------------- | -------- |
| 1a (1945)                   |                                                                       |                           |          |
| La barraca                  | Alfonso Sánchez Tello/Roberto Gavaldón                                | Roberto Gavaldón          |          |
| Crepúsculo                  | CLASA Films                                                           | Julio Bracho              |          |
| Las abandonadas             | Films Mundiales                                                       | Emilio "Indio" Fernández  |          |
| 2a (1946)                   |                                                                       |                           |          |
| Enamorada                   | Panamerican Films                                                     | Emilio "Indio" Fernández  |          |
| Campeón sin corona          | Raúl de Anda                                                          | Alejandro Galindo         |          |
| La otra                     | Producciones Mercurio                                                 | Roberto Gavaldón          |          |
| 3a (1947)                   |                                                                       |                           |          |
| La perla                    | Águila Films                                                          | Emilio "Indio" Fernández  |          |
| Cinco rostros de mujer      | CLASA Films Mundiales                                                 | Gilberto Martínez Solares |          |
| El buen mozo                | Antonio Momplet                                                       | Antonio Momplet           |          |
| 4a (1948)                   |                                                                       |                           |          |
| Río Escondido               | Producciones Raúl de Anda                                             | Emilio "Indio" Fernández  |          |
| Que Dios me perdone         | Cinematográfica Filmex                                                | Tito Davison              |          |
| Rosenda                     | CLASA Films Mundiales                                                 | Julio Bracho              |          |
| 5a (1949)                   |                                                                       |                           |          |
| Una familia de tantas       | Producciones Azteca                                                   | Alejandro Galindo         |          |
| El dolor de los hijos       | Diana Films                                                           | Miguel Zacarías           |          |
| Pueblerina                  | Ultramar Films                                                        | Emilio "Indio" Fernández  |          |
| 6a (1950)                   |                                                                       |                           |          |
| Los olvidados               | Ultramar Films                                                        | Luis Buñuel               |          |
| Doña Diabla                 | Cinematográfica Filmex                                                | Tito Davison              |          |
| Otra primavera              | Ultramar Films                                                        | Alfredo B. Crevenna       |          |
| 7a (1951)                   |                                                                       |                           |          |
| En la palma de tu mano      | Producciones Mier y Brooks                                            | Roberto Gavaldón          |          |
| Deseada                     | Producciones Sansón                                                   | Roberto Gavaldón          |          |
| Doña Perfecta               | Cabrera Films                                                         | Alejandro Galindo         |          |
| 8a (1952)                   |                                                                       |                           |          |
| El jurat es declarà desert  |                                                                       |                           |          |
| El rebozo de Soledad        | Sindicato de Trabajadores de la Producción Cinematográfica i Tele Voz | Roberto Gavaldón          |          |
| Mi esposa y la otra         | Royal Films                                                           | Alfredo B. Crevenna       |          |
| Subida al cielo             | Producciones Isla                                                     | Luis Buñuel               |          |
| 9a (1953)                   |                                                                       |                           |          |
| El niño y la niebla         | Cinematográfica Grovas                                                | Roberto Gavaldón          |          |
| Las tres perfectas casadas  | Cinematográfica Filmex                                                | Roberto Gavaldón          |          |
| Un divorcio                 | Producciones Argel                                                    | Emilio Gómez Muriel       |          |
| 10a (1954)                  |                                                                       |                           |          |
| Los Fernández de Peralvillo | Alianza Cinematográfica Mexicana                                      | Alejandro Galindo         |          |
| Orquídeas para mi esposa    | Cinematográfica Filmex                                                | Alfredo B. Crevenna       |          |
| Sombra verde                | Producciones Calderón                                                 | Roberto Gabaldón          |          |
| 11a (1955)                  |                                                                       |                           |          |
| Robinson Crusoe             | Producciones Tepeyac                                                  | Luis Buñuel               |          |
| Ensayo de un crimen         | Alianza Cinematográfica Española                                      | Luis Buñuel               |          |
| Una mujer en la calle       | Cinematográfica Latina                                                | Alfredo B. Crevenna       |          |
| 12a (1956)                  |                                                                       |                           |          |
| El camino de la vida        | Cinematográfica Latinoamericana                                       | Alfonso Corona Blake      |          |
| La escondida                | Alfa Films                                                            | Roberto Gavaldón          |          |
| Talpa                       | Cinematográfica Latina                                                | Alfredo B. Crevenna       |          |
| 13a (1957)                  |                                                                       |                           |          |
| Tizoc                       | Producciones Matouk                                                   | Ismael Rodríguez          |          |
| Feliz año, amor mío         | Cinematográfica Filmex                                                | Tulio Demicheli           |          |
| La culta dama               | Rogelio A. González                                                   | Rogelio A. González       |          |

### Des de 1972
| Any                                                               | Pel·lícula | Productora                                               | Director |
| ----------------------------------------------------------------- | --- | -------------------------------------------------------- | -------- |
| 14a (1971)                                                        | |                                                          |          |
| El águila descalza                                                | Producciones Jaguar | Alfonso Arau                                             |          |
| Las puertas del paraíso                                           | Cinematográfica Marte | Salomón Láiter                                           |          |
| Tú, yo, nosotros                                                  | Cinematográfica Marco Polo | Jorge Fons, Gonzalo Martínez Ortega i Juan Manuel Torres |          |
| 15a (1972)                                                        | |                                                          |          |
| El castillo de la pureza                                          | Estudios Churubusco Azteca | Arturo Ripstein                                          |          |
| Mecánica nacional                                                 | Producciones Escorpión | Luis Alcoriza                                            |          |
| Reed, México insurgente                                           | Ollín y Asociados | Paul Leduc                                               |          |
| 16a (1973)                                                        | |                                                          |          |
| El principio                                                      | Estudios Churubusco Azteca | Gonzalo Martínez Ortega                                  |          |
| El cambio                                                         | Departament d’Activitats Cinematogràfiques de la UNAM | Alfredo Joskowicz                                        |          |
| Fe, esperanza y caridad                                           | Ediciones Germán Camus | Luis Alcoriza, Alberto Bojórquez i Jorge Fons            |          |
| 17a (1974)                                                        | |                                                          |          |
| La Choca                                                          | Estudios Churubusco Azteca | Emilio "Indio" Fernández                                 |          |
| La otra virginidad                                                | Sindicato de Trabajadores de la Producción Cinematográfica | Juan Manuel Torres                                       |          |
| Presagio                                                          | Producciones Escorpión | Luis Alcoriza                                            |          |
| 18a (1975)                                                        | |                                                          |          |
| Actas de Marusia                                                  | CONACINE | Miguel Littín                                            |          |
| Canoa                                                             | Sindicato de Trabajadores de la Producción Cinematográfica | Felipe Cazals                                            |          |
| De todos modos Juan te llamas                                     | Centro Universitario de Estudios Cinematográficos | Marcela Fernández Violante                               |          |
| 19a (1976)                                                        | |                                                          |          |
| La pasión según Berenice                                          | Dasa Films | Jaime Humberto Hermosillo                                |          |
| Cuartelazo                                                        | Dasa Films | Alberto Isaac                                            |          |
| Longitud de guerra                                                | Dasa Films | Gonzalo Martínez Ortega                                  |          |
| 20a (1977)                                                        | |                                                          |          |
| El lugar sin límites                                              | CONACITE DOS | Arturo Ripstein                                          |          |
| Naufragio                                                         | CONACITE UNO | Jaime Humberto Hermosillo                                |          |
| Los pequeños privilegios                                          | CONACITE UNO | Julián Pastor                                            |          |
| 21a (1978)                                                        | |                                                          |          |
| Cadena perpetua                                                   | CONACINE | Arturo Ripstein                                          |          |
| Anacrusa                                                          | Producciones Zinc | Ariel Zúñiga                                             |          |
| El recurso del método                                             | KG Productions | Miguel Littín                                            |          |
| 22a (1979)                                                        | |                                                          |          |
| El año de la peste                                                | CONACITE DOS | Felipe Cazals                                            |          |
| El infierno de todos tan temido                                   | CONACINE | Sergio Olhovich                                          |          |
| Fuego en el mar                                                   | CONACINE | Raúl Araiza                                              |          |
| 23a (1980)                                                        | |                                                          |          |
| Las grandes aguas                                                 | CONACINE | Servando González                                        |          |
| Misterio                                                          | CONACINE | Marcela Fernández Violante                               |          |
| Morir de Madrugada                                                | Televicine, S.A. de C.V. | Julián Pastor                                            |          |
| 24a (1981)                                                        | |                                                          |          |
| Ora sí ¡tenemos que ganar!                                        | Centro Universitario de Estudios Cinematográficos | Raúl Kamffer                                             |          |
| Llámenme Mike                                                     | CONACITE DOS | Alfredo Gurrola                                          |          |
| Noche de Carnaval                                                 | Producciones Águila | Mario Hernández                                          |          |
| 25a (1982)                                                        | |                                                          |          |
| La pachanga                                                       | Instituto Mexicano de Cinematografía | José Estrada                                             |          |
| Días de combate                                                   | Televicine, S.A. de C.V. | Alfredo Gurrola                                          |          |
| Tiempo de lobos                                                   | | Alberto Isaac                                            |          |
| 26a (1983)                                                        | |                                                          |          |
| Bajo la metralla                                                  | CONACINE | Felipe Cazals                                            |          |
| La viuda negra                                                    | Arturo Ripstein | Arturo Ripstein                                          |          |
| Nocaut                                                            | Cooperativa Kinam | José Luis García Agraz                                   |          |
| 27a (1984)                                                        | |                                                          |          |
| Frida, naturaleza viva                                            | Clasa Films Mundiales | Paul Leduc                                               |          |
| De veras me atrapaste                                             | Clasa Films Mundiales | Gerardo Pardo                                            |          |
| Vidas errantes                                                    | Juan Antonio de la Riva | Juan Antonio de la Riva                                  |          |
| 28a (1985)                                                        | |                                                          |          |
| Veneno para las hadas                                             | Instituto Mexicano de Cinematografía | Carlos Enrique Taboada                                   |          |
| Los motivos de Luz                                                | Chimalistac Producciones | Felipe Cazals                                            |          |
| Redondo                                                           | Raúl Busteros | Raúl Busteros                                            |          |
| 29a (1986)                                                        | |                                                          |          |
| El imperio de la fortuna                                          | CONACINE | Arturo Ripstein                                          |          |
| Amor a la vuelta de la esquina                                    | Producciones Emyll | Alberto Cortés                                           |          |
| Crónica de familia                                                | Imaginaria S.A. | Diego López Rivera                                       |          |
| 30a (1987)                                                        | |                                                          |          |
| Mariana, Mariana                                                  | Instituto Mexicano de Cinematografía | Alberto Isaac                                            |          |
| Lo que importa es vivir                                           | Instituto Mexicano de Cinematografía | Luis Alcoriza                                            |          |
| Días difíciles                                                    | Alejandro Pelayo | Alejandro Pelayo                                         |          |
| 31a (1988)                                                        | |                                                          |          |
| Esperanza                                                         | Instituto Mexicano de Cinematografía i Lenfilm | Sergio Olhovich                                          |          |
| ¿Nos traicionará el presidente?                                   | Cinematográfica Filmex | Juan Fernando Pérez Gavilán                              |          |
| El secreto de Romelia                                             | Instituto Mexicano de Cinematografía | Busi Cortés                                              |          |
| 32a (1989)                                                        | |                                                          |          |
| Goitia, un dios para sí mismo                                     | Imaginaria S.A. | Diego López Rivera                                       |          |
| El homicida                                                       | Producciones Rosas Priego | Alfonso Rosas Priego                                     |          |
| Morir en el golfo                                                 | Cooperativa José Revueltas | Alejandro Pelayo                                         |          |
| 33a (1990)                                                        | |                                                          |          |
| Rojo amanecer                                                     | Cinematográfica Sol S.A. de C.V. | Jorge Fons                                               |          |
| Pueblo de madera                                                  | Instituto Mexicano de Cinematografía | Juan Antonio De La Riva                                  |          |
| 34a (1991)                                                        | |                                                          |          |
| Como agua para chocolate                                          | Arau films internacional, S.A. | Alfonso Arau                                             |          |
| Danzón                                                            | Macondo Cinevideo | María Novaro                                             |          |
| La mujer de Benjamín                                              | Centro de Capacitación Cinematográfica | Carlos Carrera                                           |          |
| 35a (1992)                                                        | |                                                          |          |
| La invención de Cronos                                            | Grupo del Toro S.A. de C.V. | Guillermo del Toro                                       |          |
| Ángel de fuego                                                    | Otra Productora Más | Dana Rotberg                                             |          |
| Tequila                                                           | Clasa Films Mundiales | Rúben Gámez                                              |          |
| 36a (1993)                                                        | |                                                          |          |
| Principio y fin                                                   | Alameda films, S.A. | Arturo Ripstein                                          |          |
| Desiertos mares                                                   | Desiertos Films | José Luis García Agraz                                   |          |
| Lolo                                                              | Centro de Capacitación Cinematográfica | Francisco Athié                                          |          |
| La vida conyugal                                                  | Tabasco Films | Carlos Carrera                                           |          |
| Novia que te vea                                                  | Producciones Arte Nuevo | Guita Schyfter                                           |          |
| 37a (1994)                                                        | |                                                          |          |
| El callejón de los milagros                                       | Alameda Films, S.A. | Jorge Fons                                               |          |
| Bienvenido-Welcome                                                | Cooperativa Río Mixcoac | Gabriel Retes                                            |          |
| Dos crímenes                                                      | Cuevano Films | Roberto Sneider                                          |          |
| El jardín del edén                                                | Macondo Cinevideo | María Novaro                                             |          |
| Hasta morir                                                       | Vida Films | Fernando Sariñana                                        |          |
| 38a (1995)                                                        | |                                                          |          |
| Sin remitente                                                     | Televicine, S.A. de C.V. | Carlos Carrera                                           |          |
| Dulces compañías                                                  | Cooperativa Séptimo Arte | Óscar Blancarte                                          |          |
| Entre Pancho Villa y una mujer desnuda                            | Televicine, S.A. de C.V. | Sabina Berman e Isabella Tardán                          |          |
| Mujeres insumisas                                                 | Claudio Producciones | Alberto Isaac                                            |          |
| La reina de la noche                                              | Producciones Amaranta | Arturo Ripstein                                          |          |
| 39a (1996)                                                        | |                                                          |          |
| Cilantro y perejil                                                | Constelaciones Films | Rafael Montero                                           |          |
| Profundo carmesí                                                  | Wanda Films | Arturo Ripstein                                          |          |
| Reclusorio                                                        | pel·lículas Rodríguez | Ismael Rodríguez                                         |          |
| Santo Luzbel                                                      | Producciones Nuevo Sol | Miguel Sabido                                            |          |
| 40a (1997)                                                        | |                                                          |          |
| Por si no te vuelvo a ver                                         | Centro de Capacitación Cinematográfica | Juan Pablo Villaseñor                                    |          |
| De noche vienes, Esmeralda                                        | Monarca Producciones | Jaime Humberto Hermosillo                                |          |
| Elisa antes del fin del mundo                                     | Televicine, S.A. de C.V. | Juan Antonio De La Riva                                  |          |
| 41a (1998)                                                        | |                                                          |          |
| Bajo California: El límite del tiempo                             | Producciones Sincronía, S.A. | Carlos Bolado                                            |          |
| El evangelio de las maravillas                                    | Instituto Mexicano de Cinematografía | Arturo Ripstein                                          |          |
| Un embrujo                                                        | Tequila Gang | Carlos Carrera                                           |          |
| 42a (1999)                                                        | |                                                          |          |
| La ley de Herodes                                                 | Bandidos Films | Luis Estrada Rodríguez                                   |          |
| Del olvido al no me acuerdo                                       | La Media Luna Producciones | Juan Carlos Rulfo                                        |          |
| Rito terminal                                                     | Centro Universitario de Estudios Cinematográficos | Óscar Urrutia Lazo                                       |          |
| 43a (2000)                                                        | |                                                          |          |
| Amores perros                                                     | Altavista films, S.A. de C.V. | Alejandro González Iñárritu                              |          |
| Perfume de violetas (Nadie te oye)                                | Producciones Tragaluz | Maryse Sistach                                           |          |
| Su Alteza Serenísima                                              | Instituto Mexicano de Cinematografía | Felipe Cazals                                            |          |
| 44a (2001)                                                        | |                                                          |          |
| Cuentos de hadas para dormir cocodrilos                           | Malayerba producciones | Ignacio Ortiz Cruz                                       |          |
| De la calle                                                       | Tiempo y Tono Films | Gerardo Tort                                             |          |
| El gavilán de la sierra                                           | Juan Antonio De La Riva | Juan Antonio De La Riva                                  |          |
| 45a (2002)                                                        | |                                                          |          |
| El crimen del padre Amaro                                         | Alameda films, S.A. | Carlos Carrera                                           |          |
| Aro Tolbukhin, dins la ment de l'assassí                          | Altavista films | Isaac P. Racine, Agustí Villaronga i Lydia Zimmerman     |          |
| Ciudades oscuras                                                  | Veneno producciones | Fernando Sariñana                                        |          |
| 46a (2003)                                                        | |                                                          |          |
| El misterio del Trinidad                                          | García Agraz & asociados | José Luis García Agraz                                   |          |
| Japón                                                             | Mantarraya producciones | Carlos Reygadas                                          |          |
| Mil nubes de paz cercan el cielo, amor jamás acabarás de ser amor | Julián Hernández y Roberto Fiesco | Julián Hernández                                         |          |
| 47a (2004)                                                        | |                                                          |          |
| Temporada de patos                                                | Cine Pantera | Fernando Eimbcke                                         |          |
| Voces Inocentes                                                   | Altavista Films | Luis Mandoki                                             |          |
| Manos libres (Nadie te habla)                                     | Producciones Tragaluz | José Buil                                                |          |
| 48a (2005)                                                        | |                                                          |          |
| Mezcal                                                            | Malayerba producciones | Ignacio Ortiz                                            |          |
| Las vueltas del citrillo                                          | Cuatro Soles Films | Felipe Cazals                                            |          |
| Noticias Lejanas                                                  | Instituto Mexicano de Cinematografía | Ricardo Benet                                            |          |
| 49a (2006)                                                        | |                                                          |          |
| El laberinto del fauno                                            | Tequila Gang | Guillermo del Toro                                       |          |
| Crónicas                                                          | Producciones Anhelo | Sebástian Cordero                                        |          |
| El violín                                                         | Cámara Carnal Films | Francisco Vargas                                         |          |
| 50a (2007)                                                        | |                                                          |          |
| Luz silenciosa                                                    | Mantarraya producciones | Carlos Reygadas                                          |          |
| Cobradores, in god we trust                                       | Salamandra producciones | Paul Leduc                                               |          |
| Los ladrones viejos                                               | Artegios | Everardo González                                        |          |
| 51a (2008)                                                        | |                                                          |          |
| Lake Tahoe                                                        | Cine Pantera | Fernando Eimbcke                                         |          |
| Intimidades de Shakespeare y Víctor Hugo                          | Centro de Capacitación Cinematográfica | Yulene Olaizola                                          |          |
| Los herederos                                                     | Tecolote films | Eugenio Polgovsky                                        |          |
| Voy a explotar                                                    | Canana | Gerardo Navarro                                          |          |
| 52a (2009)                                                        | |                                                          |          |
| Cinco días sin Nora                                               | Cacerola Films | Mariana Chenillo                                         |          |
| Corazón del tiempo                                                | Bataclán Cinematográfica | Alberto Cortés                                           |          |
| Norteado                                                          | Edgar San Juan (Tiburón producciones, S.A. de C.V.) | Rigoberto Pérezcano                                      |          |
| 53a (2010)                                                        | |                                                          |          |
| El infierno                                                       | Bandido Films | Luis Estrada Rodríguez                                   |          |
| Abel                                                              | Vehículo Abeliano | Diego Luna                                               |          |
| Chicogrande                                                       | Sierra Alta Films | Felipe Cazals                                            |          |
| 54a (2011)                                                        | |                                                          |          |
| Pastorela                                                         | Las producciones del patrón | Emilio Portes                                            |          |
| Miss Bala                                                         | Canana Holdings | Gerardo Naranjo                                          |          |
| Días de gracia                                                    | Días de gracia producciones | Everardo Gout                                            |          |
| 55a (2012)                                                        | |                                                          |          |
| El premio                                                         | Kung Works | Paula Markovitch                                         |          |
| La demora                                                         | Lulú producciones | Rodrigo Plá                                              |          |
| Los últimos cristeros                                             | Luc, la pel·lícula | Matías Meyer                                             |          |
| 56a (2013)                                                        | |                                                          |          |
| La jaula de oro                                                   | Cazador Solitario Films | Diego Quemada-Díez                                       |          |
| Club Sandwich                                                     | Cine Pantera | Fernardo Eimbcke                                         |          |
| Heli                                                              | Mantarraya producciones | Amat Escalante Wool                                      |          |
| Los insólitos peces gato                                          | Caníbal Networks | Claudia Sainte-Luce                                      |          |
| No quiero dormir sola                                             | Chamaca films | Natalia Beristáin                                        |          |
| 57a (2014)                                                        | |                                                          |          |
| Güeros                                                            | Instituto Mexicano de Cinematografía i Catatonia Films | Alonso Ruizpalacios                                      |          |
| Carmín tropical                                                   | FOPROCINE, Tiburón Cine i Cine Pantera | Rigoberto Pérezcano                                      |          |
| Guten Tag, Ramón                                                  | Beanca films | Jorge Ramírez-Suárez                                     |          |
| La dictadura perfecta                                             | Bandidos films | Luis Estrada Rodríguez                                   |          |
| Las oscuras primaveras                                            | Agencia SHA, Alebrije producciones y Tintorera producciones | Ernesto Contreras                                        |          |
| 58a (2015)                                                        | |                                                          |          |
| Las elegidas                                                      | Canana, Manny Films | David Pablos                                             |          |
| 600 millas                                                        | Lucía films | Gabriel Ripstein                                         |          |
| Gloria                                                            | Río Negro producciones i Pelo suelto México Films | Christian Keller                                         |          |
| La delgada línea amarilla                                         | Springall Pictures | Celso R. García                                          |          |
| Un monstruo de mil cabezas                                        | Buenaventura producciones | Rodrigo Plá                                              |          |
| 59a (2016)                                                        | |                                                          |          |
| La 4a. Compañía                                                   | Pulsación Creadora films, FIDECINE, Alebrije Cine i Video, Arte Mecánica producciones, Astronauta producciones, Sabor para llevar, Renta imagen, Estudios Churubusco Azteca, Terminal films, Polar Studio y Metacube Tecnología i Entretenimiento | Amir Galván y Mitzi Vanessa Arreola                      |          |
| Bellas de noche                                                   | Cine Pantera | María José Cuevas                                        |          |
| Desierto                                                          | Esperanto Kino, Ítaca films, Orange Studio i CG Cinema | Jonás Cuarón                                             |          |
| Desde Allá                                                        | Factor Rh, Lucía films i Malandro films | Lorenzo Vigas                                            |          |
| El sueño del Mara'akame                                           | FOPROCINE i Centro Universitario de Estudios Cinematográficos | Federico Cecchetti                                       |          |
| Tempestad                                                         | Pimienta films, Cactus films i Terminal | Tatiana Huezo                                            |          |
| Me estás matando Susana                                           | Cuevano films | Roberto Sneider                                          |          |
| 60a (2017)                                                        | |                                                          |          |
| Sueño en otro idioma                                              | Agencia Sha, Alebrije, Revolver Ámsterdam, FOPROCINE, Estudios Churubusco Azteca i EFICINE | Ernesto Contreras                                        |          |
| Batallas Íntimas                                                  | Caguama Producciones, FOPROCINE i Instituto Mexicano de Cinematografía | Lucía Gajá                                               |          |
| La libertad del diablo                                            | Artegios, Animal de Luz films | Everardo González                                        |          |
| La región salvaje                                                 | Mantarraya producciones i Tres tunas | Amat Escalante                                           |          |
| Tiempo compartido                                                 | Piano | Sebastián Hofmann                                        |          |
| 61a (2018)                                                        | |                                                          |          |
| Roma                                                              | Espectáculos fílmicos El Coyúl | Alfonso Cuarón                                           |          |
| La camarista                                                      | FOPROCINE, Bambú audiovisual, La Panda & Bbbilly | Lila Avilés                                              |          |
| Las niñas bien                                                    | Woo films | Alejandra Márquez Abella                                 |          |
| Museo                                                             | Panaroma Global, Youtube Originals, Detalle films, Ring Cine y Distant Horizon | Alonso Ruizpalacios                                      |          |
| Nuestro Tiempo                                                    | Mantarraya producciones, No Dream Cinema | Carlos Reygadas                                          |          |
| 62a (2019)                                                        | |                                                          |          |
| Ya no estoy aquí                                                  | Panorama Entertainment | Fernando Frías de la Parra                               |          |
| Asfixia                                                           | Puerco Rosa Producciones, EFICINE 226, Instituto Mexicano de Cinematografía, CTT Exp & Rentals, Estudios Churubusco S.A, Ítaca Films, COFIEJ, Neverending y Mil Nubes                                                                             | Kenya Márquez                                            |          |
| Cómprame un revólver                                              | Woo Films y Burning Blue | Julio Hernández Cordón                                   |          |
| Esto no es Berlín                                                 | Catatonia Cine y La Palma De Oro Films | Hari Sama                                                |          |
| Polvo                                                             | Lady Leonor Producciones S. de R.L. de C.V., Alebrije Cine i Video, S.A. de C.V. | José María Yázpik                                        |          |